# Aeolus abbreviatus
Aeolus abbreviatus es una especie de coleóptero de la familia Elateridae. El nombre científico de la especie fue publicado válidamente por primera vez en 1896 por Schwarz.